# Battle (film)
Battle è un film del 2018 diretto da Katarina Launing.
Pellicola di genere musicale distribuita sulla piattaforma Netflix.

## Trama
Racconta la storia di Amalia, una giovane ballerina che a causa del fallimento del padre deve abbandonare la sua agiata vita e trasferirsi. Sarà solo grazie a Mikael, un ballerino di hip hop che riprenderà ad essere felice.